# Wohl Centre
Il Wohl Center è un edificio utilizzato come centro congressi, situato nell'Università Bar-Ilan a Ramat-Gan, in Israele.
L'edificio, progettato da Daniel Libeskind e dallo studio di architettura Heder Partnership nel 2006 ha vinto il RIBA International Award.